# 犯罪学
犯罪学（はんざいがく、英: criminology）とは、犯罪を科学する学問である。犯罪学は、次の幾つかの定義によって分けられる。

## 分類
1. 最狭義の犯罪学 - 犯罪原因の科学的究明
2. 狭義の犯罪学 - 犯罪者に関して性格や犯罪に至る決定的要因と犯罪の発現（罪種）との関連性を究明する科学
3. 広義の犯罪学 - 犯罪という社会現象に対応する知識の総体
4. 最広義の犯罪学（刑事学） - 犯罪防止・犯罪者処遇・犯罪捜査

## 学派
犯罪生物学派
「新ロンブローゾ学派」とも呼ばれ、犯罪人類学を礎とする学派である。犯罪人類学は遺伝的見解や生物学的特長を元に犯罪との関連性を究明したが、犯罪生物学派はそれを発展し、遺伝的要因に踏み込んで新しい概念を創出した。また、神経科学の観点から脳画像スキャンを利用した神経犯罪学も存在する｡
刑事犯罪学派（刑事社会学派）
刑事犯罪学派は20世紀初頭に成立し、犯罪の原因について、生物学的関心から究明するのではなく、刑罰をより効率的に執行するために究明するところから始められた。その関係でドイツのフランツ・フォン・リストら多くの刑法学者らが国境を越えて多く参加した。刑事犯罪学派は、犯罪生物学派と正反対の立場を採る。生来犯罪人説を否定し、内的要因ではなく、社会学的な外的犯罪要因論を確立し、累犯者、初犯者の別、偶発犯罪、計画犯罪の別など、犯罪者を分け、その傾向に適応した刑罰を科すべきだと主張する。この学派が発展し、今日の刑事政策が派生した。
犯罪社会学派
犯罪を生物学的要因に依存するのではなく、犯罪の行動様式から犯罪者を分類し、どのような状況下で犯罪が行われるかを示した。犯罪生物学派が生来犯罪人説を唱えて犯罪の素質について言及し、刑事犯罪学派が犯罪はその環境によるものであると言及するのに対して、双方とは一定の距離を保ったことが特徴。生来犯罪人説は否定したが、一定の性格傾向と犯罪との因果関係は否定しない。その傾向を「累犯」「職業犯罪」「慣習犯罪」という観点から受け入れる。
リヨン学派（フランス環境学派）
社会的な環境化の境遇が犯罪を作り出すと考える学派。刑事犯罪学派に近いがフランスの社会学者エミール・デュルケーム等は「犯罪は社会現象の正常な1つの機能である」といった犯罪正常説という新しい概念を創出した。この考え方によれば、犯罪は常に存在するが、その犯罪現出傾向がその社会において平均的犯罪水準を越えたときに、その行動は犯罪として異常形態になる。とする。つまり、犯罪ではなかったことが、その度合いが増すことによって規制され、犯罪と規定されるのだから、犯罪は社会の進化と共に正常とも異常とも変容しうるとした。

## 犯罪学における女性
法学者・犯罪学者のハンス・ヨアヒム・シュナイダーは、犯罪学者が犯罪行動について論じる場合、ほぼ男性犯罪者が念頭に置かれており、女性犯罪は長い間忘れられ、公に問題提起されることがなかったと指摘している。昔の犯罪学では、女性は犯罪者として真剣に考察されることはなく、十把一からげにされ、男性に劣る存在、男性の「補完物」としてのみ考慮されるのが普通だった。伝統的なキリスト教神学の女性像は女性の男性への従属性を強調しており、昔の犯罪学の女性像は19世紀および20世紀初頭の神学的・哲学的見解と一致している。
犯罪において、女性の占める割合は男性よりもかなり低く、すべての国、すべての年齢層、利用可能な犯罪統計が残っているすべての時代、一部の例外を除くすべての犯罪で当てはまる

## 現状
犯罪生物学において、犯罪現象に対して研究成果が得られたとして、その研究成果を矯正処遇の現場に反映させるのは刑事政策の分野である。したがって、犯罪学の研究においては、近隣諸科学の協力と、成果を複合させて考えなければならない。1969年に刊行された犯罪学の名著『日本の犯罪学』（現在も刊行中）は、I 原因・II 対策の2冊セットとして、期間ごとの研究成果を基礎医学的成果、刑事法学的成果に分けまとめる形式を採っている。
現在の犯罪学としての主流は「刑事犯罪学派」による成果が主流となっている。このような刑事犯罪学派の類似する概念として、「刑事学」や「刑事政策」などがある。三者の違いについては、日本ではほとんど内容は重複しており、重点の置き方や体系的叙述について相違が認められるに過ぎず、厳密には区別されていない。刑事裁判における精神鑑定は、犯罪生物学や司法精神医学の成果が応用されており、主流の立場からは降りたが、実践の場では今なお健在である。
日本の大学教育の場において、「犯罪学」として開講している主な大学では、龍谷大学法学部（全国的に有名な矯正・保護課程がある。参照サイト）、同志社大学法学部、早稲田大学法学部、中央大学法学部、明治大学法学部、國學院大學法学部、東京医科歯科大学医学部が知られているが（「刑事学」の名称で開講している大学・京都大学法学部もある）、その講義内容を比較すれば、政策論を主流とするか、矯正処遇に主流を置くか、犯罪の原因論を主流にするか、つまり、大方の大学において開講されている「刑事政策」が犯罪原因論よりは政策学に重点が置かれているという差異があるに過ぎないわけである。もっとも、「犯罪学」は英語のcriminology、「刑事学」はフランス語のsciences pénales、「刑事政策」はドイツ語のKriminalpolitikの訳語であることに由来し、そこから重点の置き方に相違が生じるとする考え方もある。